# Porozumienie charkowskie
Porozumienie charkowskie (ukr. Харківські угоди, ros. Харьковские соглашения), oficjalnie: Porozumienie między Federacją Rosyjską i Ukrainą o stacjonowaniu Floty Czarnomorskiej Federacji Rosyjskiej na terytorium Ukrainy – umowa międzynarodowa pomiędzy Ukrainą i Federacją Rosyjską, podpisana 21 kwietnia 2010 roku w Charkowie, przez prezydentów Wiktora Janukowycza i Dmitrija Miedwiediewa. Przedłużyła ona termin przebywania Floty Czarnomorskiej w Sewastopolu na terenie Autonomicznej Republiki Krymu od 2017 (roku zakończenia poprzedniej umowy o dzierżawie portu) do 2042 roku, w zamian za obniżenie ceny gazu dostarczanego przez Rosję na Ukrainę.

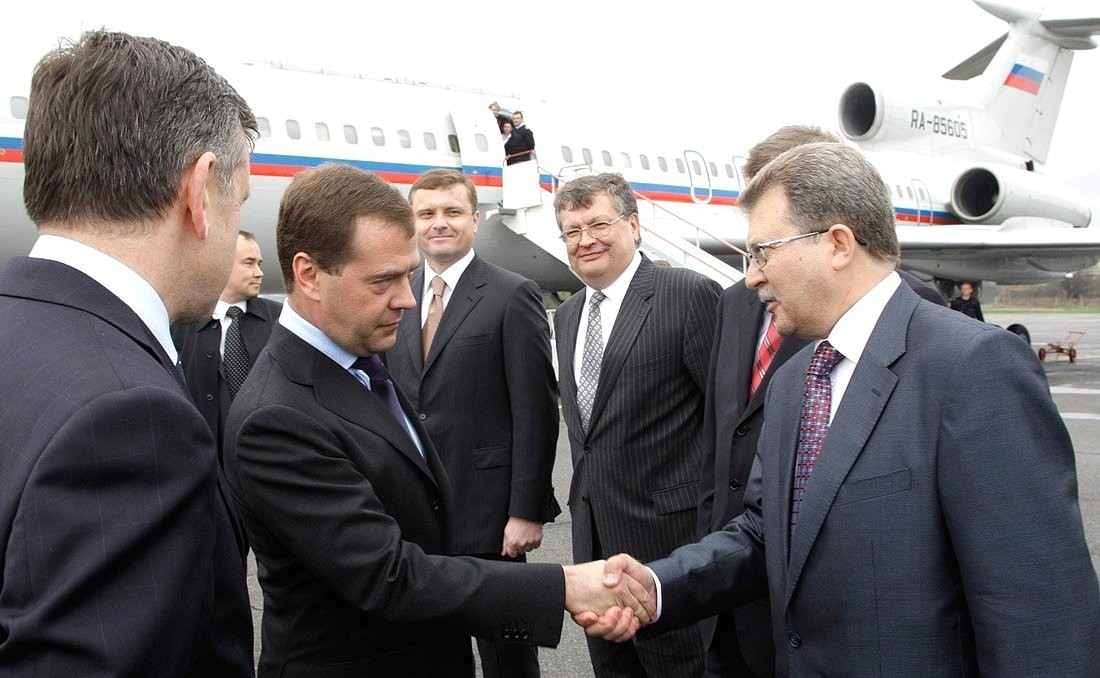
Dmitrij Miedwiediew na lotnisku w Charkowie

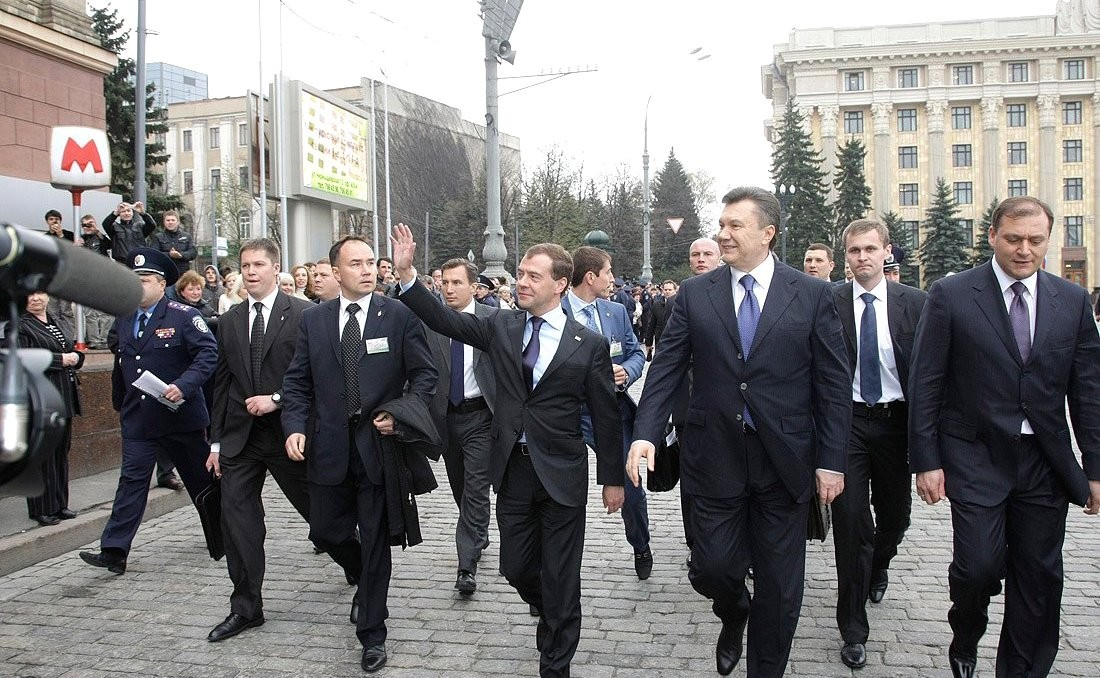
Prezydenci na placu Wolności w Charkowie

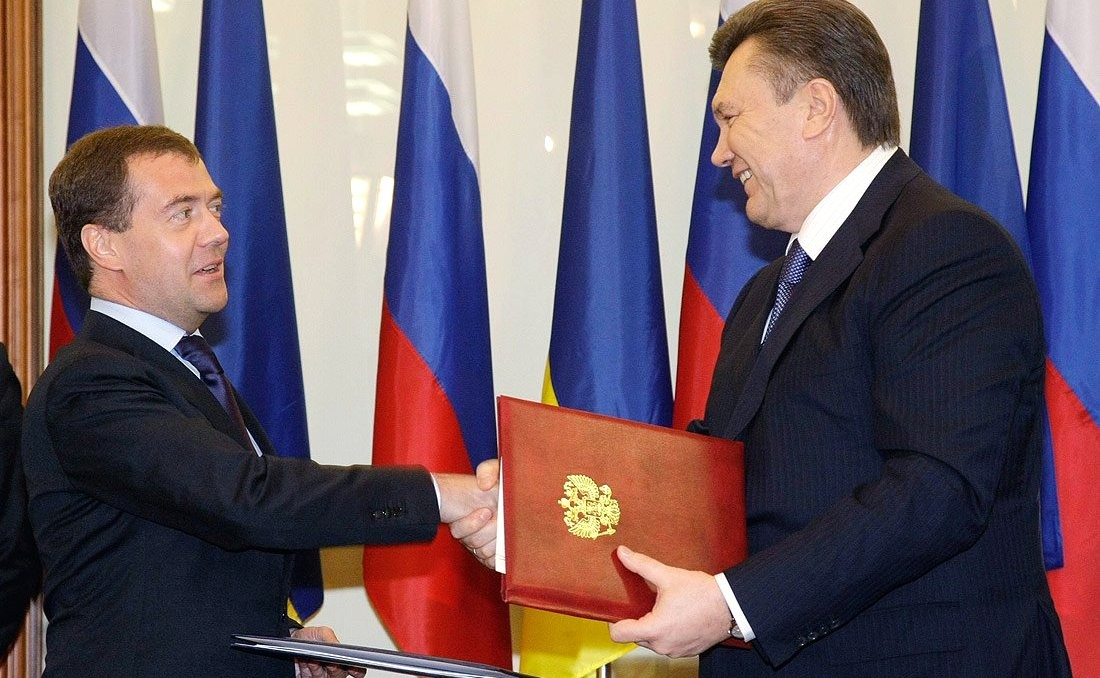
Wiktor Janukowycz i Dmitrij Miedwiediew po podpisaniu umów charkowskich

Po aneksji Krymu w 2014 roku Rosja wypowiedziała wszystkie umowy, w tym porozumienie charkowskie, o stacjonowaniu floty morskiej na Ukrainie. Ukraina, która nie uznaje przyłączenia Krymu do Rosji, nie zaakceptowała zerwania przez Rosję umów dotyczących floty.

## Postanowienia
21 kwietnia 2010 roku w Charkowie odbyło się spotkanie Wiktora Janukowycza z Dmitrijem Miedwiediewem w sprawie stosunków ukraińsko-rosyjskich. Omówione zostały kwestie współpracy politycznej, gospodarczej i humanitarnej. Głównym rezultatem rozmów było postanowienie dotyczące przedłużenia umowy o stacjonowaniu rosyjskiej Floty Czarnomorskiej w Sewastopolu do 28 maja 2042 roku. Zapisana została również możliwość prolongaty owej umowy o kolejne 5 lat, pod warunkiem, że żadna ze stron jej nie wypowie. W zamian Federacja Rosyjska miała obniżyć cenę gazu o 30% przez 10 lat. Nowy kontrakt pomiędzy Naftohazem i Gazpromem ustalił cenę 100 dolarów amerykańskich za każdy tysiąc metrów sześciennych surowca. Od 27 maja 2017 roku Rosja w zamian za przebywanie floty morskiej miała także wypłacać Ukrainie 100 milionów dolarów rocznie.

## Reakcje

### Ukraina
Porozumienie charkowskie wywołało mieszane opinie w ukraińskim społeczeństwie. Większość analityków określiła umowę jako sprzeczną z Konstytucją Ukrainy. Krytyczne stanowisko zajęły partie: Blok Julii Tymoszenko, Front Zmian, Nasza Ukraina, Ludowa Samoobrona, „Swoboda”, Zjednoczone Centrum, Ukraińska Partia Ludowa oraz organizacja Światowy Kongres Ukraińców. Umowa została potępiona również przez dwóch byłych prezydentów Ukrainy: Łeonida Krawczuka oraz Wiktora Juszczenkę. Natomiast Prezydent Ukrainy w latach 1994–2005 Łeonid Kuczma stwierdził, że „przedłużenie pobytu floty w Sewastopolu przyczyni się do polepszenia dwustronnego dialogu i powrotu stosunków z Federacją Rosyjską do prawdziwego partnerstwa strategicznego”. Porozumienie nazwano m.in. „nową ugodą perejasławską”, „wojskową uzurpacją kraju” oraz „paktem Janukowycz-Miedwiediew” (parafraza paktu Ribbentrop-Mołotow).

### Rosja
Postanowienia porozumień charkowskich zostały w Rosji w większości zaaprobowane. Jednym z nielicznych krytyków był przewodniczący partii LDPR Władimir Żyrinowski, który stwierdził, że „umowa jest niekorzystna dla Rosji, ponieważ ukraiński parlament posiada prawo do zerwania umowy w dowolnym momencie”.

### Unia Europejska
Politycy i urzędnicy Unii Europejskiej zajęli neutralne stanowisko wobec postanowień umów charkowskich. Było to spowodowane niechęcią ingerowania w sprawy wewnętrzne Ukrainy i Rosji. Według komentatorów politycznych porozumienie wzbudziło niepokój w Unii z powodu przyszłościowej możliwości przejęcia przez Gazprom kontroli nad Natfohazem. Mogłoby to wówczas negatywnie wpłynąć na bezpieczeństwo energetyczne UE.

## Ratyfikacja
22 kwietnia 2010 roku przewodniczący parlamentu Ukrainy Wołodymyr Łytwyn i Rosji Boris Gryzłow ustalili 27 kwietnia dniem ratyfikacji porozumienia przez oba parlamenty.

### Ukraina

#### Protesty przeciwko ratyfikacji
23 kwietnia blok opozycyjny Julii Tymoszenko zebrał podpisy 153 deputowanych Rady Najwyższej Ukrainy, aby 24 kwietnia zwołać nadzwyczajną sesję parlamentu w celu omówienia porozumienia i powołania tymczasowej komisji śledczej do spraw oceny działań prezydenta Wiktora Janukowycza. Jednakże Przewodniczący Wołodymyr Łytwyn odmówił, powołując się na fakt, że:

„Niemożliwe jest zorganizowanie, przygotowanie i odbycie 24 kwietnia nadzwyczajnej sesji plenarnej parlamentu zgodnie z wymogami regulaminu Parlamentu Rady Najwyższej Ukrainy.”

W związku z tym opozycja kierowana przez Julię Tymoszenko 24 kwietnia zorganizowała protest przed gmachem parlamentu. Akcje protestacyjne odbyły się także w Użhorodzie i Lwowie.

#### Wydarzenia 27 kwietnia
27 kwietnia przed wejściem do gmachu Rady Najwyższej protestowało około 2 tysięcy zwolenników Partii Regionów, część rozbiła namioty mityngowe. Protest zwolenników opozycji odbywał się na ulicy Hruszewskiego oraz w okolicach budynku parlamentu. Miejsca, w których odbywały się wiece, były ochraniane przez jednostki specjalne „Berkut” i siły porządkowe MSW. Według szacunków milicji zebrało się siedem tysięcy przeciwników ratyfikacji, według opozycji 30 tysięcy. Przyjęciu ustawy towarzyszyły protesty deputowanych partii opozycyjnych w Radzie Najwyższej. W sali posiedzeń doszło do bójki między zwolennikami i przeciwnikami ratyfikacji. Przewodniczący Rady Najwyższej Wołodymyr Łytwyn został obrzucony kurzymi jajkami. Interweniowała straż parlamentarna, przykrywając przewodniczącego. Następnie sala posiedzeń została zadymiona. Najprawdopodobniej jeden z obecnych rzucił granat dymny. Wbrew protestu opozycji i zamieszania Rada Najwyższa przyjęła ustawę „O ratyfikacji porozumienia między Ukrainą i Federacją Rosyjską w sprawie stacjonowania Floty Czarnomorskiej Federacji Rosyjskiej na terytorium Ukrainy”. Po głosowaniu opozycja opuściła salę posiedzeń. „Za” głosowało 236 deputowanych przy wymaganych 226 głosach.

#### Wyniki głosowania[36]
| Partia                          | Liczba deputowanych | Za  | Przeciw | Wstrzymało się | Nie głosowało | Nieobecni |
| ------------------------------- | ------------------- | --- | ------- | -------------- | ------------- | --------- |
| Partia Regionów                 | 161                 | 160 | 0       | 0              | 1             | 0         |
| Blok Julii Tymoszenko           | 154                 | 9   | 0       | 0              | 0             | 145       |
| Nasza Ukraina-Ludowa Samoobrona | 72                  | 7   | 0       | 0              | 0             | 65        |
| Komunistyczna Partia Ukrainy    | 27                  | 27  | 0       | 0              | 0             | 0         |
| Blok Łytwyna                    | 20                  | 20  | 0       | 0              | 0             | 0         |
| Niezależni                      | 16                  | 13  | 0       | 0              | 1             | 2         |
| Wszystkie głosy                 | 450                 | 236 | 0       | 0              | 2             | 212       |

Na ulicy Hruszewskiego kordon milicji nie wpuścił zwolenników opozycji do gmachu parlamentu, w efekcie pomiędzy milicjantami i protestującymi doszło do bójki. Tego samego dnia w Sewastopolu odbył się wiec poparcia dla ratyfikacji porozumienia. Zgromadziło się wówczas około 100 zwolenników partii Blok Rosyjski.
Wołodymyr Łytwyn oszacował szkody materialne wyrządzone na wyposażeniu sali plenarnej w dniu ratyfikacji na co najmniej 100 tys. hrywien (około 12,5 tys. dolarów).

### Rosja
Ustawa federalna „O ratyfikacji Porozumienia między Federacją Rosyjską i Ukrainą w sprawie stacjonowania Floty Czarnomorskiej Federacji Rosyjskiej na terytorium Ukrainy” została przyjęta przez Dumę Państwową 27 kwietnia 2010 roku i zatwierdzona przez Radę Federacji 28 kwietnia 2010 roku Za ratyfikacją głosowało 410 deputowanych Dumy Państwowej. Jedyną partią w parlamencie, która nie poparła ustawy była opozycyjna LDPR.

## Następstwa
Ratyfikacja porozumienia przez ukraiński parlament przyczyniła się do konsolidacji opozycji, która ogłosiła rozpoczęcie bezterminowego protestu.
Rosyjska Flota Czarnomorska pozostała w Sewastopolu. W czerwcu 2010 roku Ukraina płaciła Gazpromowi około 234 dolarów za każdy tysiąc metrów sześciennych gazu. W lipcu 2010 roku na Ukrainie w wyniku zawarcia pożyczki (w wysokości 15 mld dolarów od Międzynarodowego Funduszu Walutowego) doszło do wzrostu ceny gazu ziemnego o 50% dla gospodarstw domowych. Od 2010 roku cena surowca rosła: w sierpniu 2011 roku Ukraina płaciła Rosji 350 dolarów za każdy tysiąc metrów sześciennych, w listopadzie 2011 roku 400, a w styczniu 2013 roku 430 dolarów.

## Wypowiedzenie porozumienia
Po aneksji Krymu przez Federację Rosyjską władze rosyjskie (Duma Państwowa, Rada Federacji oraz Prezydent Władimir Putin) wypowiedziały umowy z 1997 roku oraz porozumienie charkowskie o stacjonowaniu Floty Czarnomorskiej na Półwyspie Krymskim. Rosja wyraziła również zamiar rewizji umów gazowych i zażądała od Ukrainy odszkodowania w wysokości 11 mld dolarów z powodu „utraty spodziewanych korzyści” z porozumienia. Procedura wypowiedzenia w Rosji zakończyła się 2 kwietnia 2014 roku.
Ukraińskie władze, które uznają Krym za integralną część Ukrainy, sprzeciwiają się wypowiedzeniu porozumień dotyczących rosyjskiej floty, traktując umowy jako bazę dowodową „w sprawie pociągnięcia do odpowiedzialności prawnej Federację Rosyjską za okupację Krymu”.

## Śledztwo
Pod koniec marca 2021 roku ukraińskie Państwowe Biuro Śledcze zgłosiło do generalnej prokuratury Ukrainy podejrzenie o zdradę stanu przez byłego premiera Ukrainy Mykoła Azarowa z powodu zatwierdzenia umów charkowskich.